# Glory (zespół muzyczny)
Glory – szwedzki zespół rockowy, funkcjonujący w latach 1985–1998.

## Historia
Zespół został założony w 1985 roku przez Jana Granwicka (właśc. Jan Granvik, gitara) i Matta Drivera (właśc. Mats Förare, perkusja), którzy nagrywali wcześniej wspólnie dema w zespołach Neptune i Glory North. Do grupy dołączyli następnie Ray Alex (właśc. Reine Alexandersson, wokal), Jonas Sandkvist (instrumenty klawiszowe) i Anders Loos (bas). W 1987 roku z pomocą producenta Matta Lindforsa grupa nagrała demo z czterema utworami („Harmony”, „Survivor”, „Runaway” i „Burning for You”). W 1988 roku ukazał się singel „I’m Hurt”, po wydaniu którego Raya Alexa zastąpił Peter Ericson. W 1989 roku został wydany debiutancki album grupy pt. Danger in This Game. Album był notowany na szwedzkiej liście przebojów. Przed wydaniem drugiego albumu (2 Forgive Is 2 Forget, 1991) z zespołu odszedł Sandkvist.
W 1993 roku ukazał się album Positive Buoyant. Część materiału została wcześniej stworzona na nigdy niewydany solowy album Granwicka, który już trzy lata wcześniej wydał solowy singel. W nagraniach udział wzięli wokalista Göran Edman oraz perkusista Jonas Östman, który zastąpił mającego problemy ze słuchem Matta Drivera. Po wydaniu albumu z grupy odeszli Loos i Östman. Ich miejsce zajęli dawni partnerzy Edmana z zespołu Yngwiego Malmsteena: klawiszowiec Mats Olausson i basista Svante Henryson. Do grupy dołączył ponadto perkusista Morgan Ågren. W 1994 roku wydany został album pt. Crisis Vs. Crisis. W 1998 roku zespół wydał ostatni album w swojej historii, nazwany Wintergreen. Grupę tworzyli wówczas Edman, Granwick, Olausson, Östman i basista Johan Granström. Następnie grupa rozpadła się, a Edman zaangażował się w różne projekty, począwszy od udziału jako wokalista w zespole The Johansson Brothers w 1999 roku.

## Dyskografia
- Danger in This Game (1988)
- 2 Forgive Is 2 Forget (1991)
- Positive Buoyant (1993)
- Crisis Vs. Crisis (1994)
- Wintergreen (1998)